# Der Erbschleicher
Der Erbschleicher ist eine Posse mit Gesang in vier Aufzügen von Johann Nestroy. Die Uraufführung erfolgte am 21. Mai 1840 im Wiener Leopoldstädter Theater als Benefizvorstellung für den Dichter.

## Inhalt
Baron Kuppenschnee will seinen Neffen Rudolf enterben, weil sich dieser und seine Gattin Pauline wegen einiger Differenzen getrennt haben. Der intrigante v. Walting, der selbst Alleinerbe werden möchte, trachtet mit allen Mitteln, eine mögliche Versöhnung des Ehepaares und eine Aussprache mit Kuppenschnee zu verhindern. Sein Diener Jean hilft ihm dabei und versucht, Friedrich, Roberts treuen Diener, auf ihre Seite zu ziehen und schenkt ihm deshalb 40 Gulden:
„Da hast du. Betrachte es als ein kleines Darangeld vom Herrn von Walting, du wirst ihn gewiß von der splendidesten Seite kennen lernen.“ (1ter Act, 7te Scene)
Der sensationslüsterne Gastwirt Tost mischt sich überall hinein und schafft dadurch Verwirrung. Walting will ihn für seine Pläne, Rudolf und Pauline von Kuppenschnee fernzuhalten, einspannen, aber Tost wechselt so schnell die Seiten, dass er schließlich selbst nicht mehr weiß, wen er eigentlich unterstützt.
Dappel sucht seine Braut Agnes, die in der Stadt ihr Glück machen will und wird von Radschuh als Fuhrmann angeworben. Die Kellnerin Everl, Tosts Tochter, macht ihm Avancen, weil sie glaubt, in ihm den Richtigen gefunden zu haben:
„Folgsam ist er auch; der hätt' so alle Eigenschaften, wie ich mir's wünsch.“ (1ter Act, 17te Scene)
Moorbach kommt mit seinem ehemaligen Mündel Pauline, um heimlich ein Treffen mit Kuppenschnee und die Versöhnung mit Rudolf in die Wege zu leiten. Er engagiert Agnes, die als Pauline verkleidet, Walting und seine Spitzel auf eine falsche Fährte locken soll. Dappel platzt dazwischen, ist aber nicht sicher, ob er Agnes wirklich erkannt hat.
„Es geht eine dunkle Sage in der Welt von einem Mandel, welches beim Sterz g'standen ist, was dieses Mandel damals empfunden hat, das empfind' ich jetzt; was gebet ich jetzt drum, wenn ich g'wiß wüßt', daß das die Agnes nit ist?“ (3ter Act, 15te Scene)
Walting entführt wie geplant die falsche Pauline, Dappel will sie befreien, als sie dabei entdeckt werden und Jean schon Mordpläne schmiedet, kommt im letzten Moment Kuppenschnee dazu. Die echte Pauline hat ihn über Waltings Intrigen aufgeklärt, Rudolf und sie versöhnen sich, Dappel bekommt die von ihren Träumen geheilte Agnes, nur Walting geht leer aus. Dappel stellt vergnügt fest:
„Der hat sein' Fetten 'kriegt, der Böswicht!“ (4ter Act, 15te Scene)

## Werksgeschichte
Nestroys Vorlage war die französische dreiaktige komische Oper La Reine d'un jour (Königin für einen Tag) von Adolphe Adam. Das Libretto schrieben Eugène Scribe und Jules-Henri Vernoy de Saint-Georges, die Uraufführung war am 19. September 1839 in der Opéra-Comique von Paris. Deutsche Erstaufführungen erfolgten am 23. März 1840 in München und am 14. April 1840 in Berlin. Nestroys Fassung gefiel weniger, da der Stoff wegen der Übertragung vom lyrisch-heroischen Stil der Oper in die derbkomische Posse etwas gelitten hatte. Mehr Erfolg hatte das Vaudeville Vierundzwanzig Stunden Königin von K. W. Koch, dass Nestroys Werk bald verdrängte. Das Niveau des Originals wurde von Nestroy in niedrigere, volkstümliche Gesellschaftsschichten und die geschichtlichen in private Voraussetzungen umgearbeitet.
In La Reine d'un jour engagiert der portugiesische Kapitän Graf d'Elvas die naive Modistin Francine Camusat als Doppelgängerin der englischen Königin (Katharina von Braganza), um von der wahren Königsfamilie Karls II. abzulenken, der die Restauration der Monarchie und den Sturz der Cromwell-Anhänger vorbereitet. Francines Liebhaber, der Matrose Marcel, glaubt, sie betrüge ihn mit d'Elvas und er reist so wie alle anderen Beteiligten nach England. In der Schenke von Trim Trumble kommt es zum Finale, Francine tritt als Königin auf, soll von den Republikanern ermordet werden, wird im letzten Moment von königstreuen Soldaten gerettet und reich belohnt.
Nestroy verwandelte Francine in Agnes, Marcel in Dappel, Graf d'Elvas in Moorbach, Trim Trumble in Tost, das Königspaar in Rudolf und Pauline und aus den Republikanern wurden von Walting und Jean.
Dem eher mäßig gelungenen Werk war die Überanstrengung des Dichters anzumerken, der, von Direktor Carl Carl stark gefordert, neben dem Stückeschreiben abwechselnd auf den Bühnen des Leopoldstädter und des Theaters an der Wien spielen musste.
Johann Nestroy spielte den Simon Dappel, Wenzel Scholz den Gregorius Tost, Alois Grois den Fuhrwerker Radschuh, Friedrich Strampfer den Baron Kuppenschnee, Franz Gämmerler den Neffen Adolf, Ignaz Stahl den Kapitalisten Uhu, Eleonore Condorussi die Agnes und Nestroys Lebensgefährtin Marie Weiler die Everl.
Eine mäßig erfolgreiche Wiederaufnahme des Stückes erfolgte am 13. Dezember 1845 im Theater in der Leopoldstadt, wieder mit den Hauptakteuren Nestroy, Scholz und Grois.
Ein Originalmanuskript Nestroys, vollständig bis auf Personenverzeichnis und Titel, den eine Randnotiz als Die gnädige Frau angibt, ist erhalten, ebenso ein Szenario mit diesem Titel, in dem auf drei Blättern die ziemlich genaue Szenenfolge steht.

## Zeitgenössische Rezeption
In der Nestroy stets wohlgesinnten Wiener Theaterzeitung Adolf Bäuerles war am 23. Mai 1840 eine ausführliche Besprechung samt Inhaltsangabe zu lesen:
„In jedem Produkte Nestroys, selbst wenn es ein schwächeres wäre, liegt Vorrat genug, um zehn ordinäre Lokalpossen, wie sie gewöhnlich gang und gäbe sind, damit auszustatten. Das gilt denn auch von dieser Novität, die sich zwar nicht ganz den gelungenen Arbeiten des Dichters anreiht, aber doch eine Fülle von Witz und gesunder Laune beherbergt. […] Das Haus war ungemein voll und beehrte den Dichter mehrmals mit schmeichelhaften Zeichen seiner besonderen Teilnahme. Er wurde nach vielen Szenen, nach jedem Akte, und am Schlusse zweimal gerufen. Auch Herrn Scholz, Herrn Grois und Dem. Condorussi widerfuhr gleiche Ehre.“
Die Wiener Zeitschrift berichtete am 25. Mai wesentlich kritischer:
„Der Stoff ist verwickelt genug, aber auch ziemlich unwahrscheinlich und bedeutend gewagt, für ein komisches Stück übrigens unzulänglich und daher mit eingeschobenen Figuren vollgepfropft, die nicht eben auf die glücklichste Weise in die Intrige verflochten sind, in der Charakteristik tut besonders eine augenfällige Inkonsequenz und eine gewisse Roheit weh, die der Wirkung wenig Vorteil bringt.“
Im Sammler war eine lange Rezension mit letztendlich positiver Tendenz abgedruckt worden; am 23. Mai war eine schärfere Kritik im Humorist des stets nestroykritischen Moritz Gottlieb Saphir zu lesen, die alle Schwächen des Stückes penibel aufzählte.
Nach der Wiederaufnahme des Stückes schrieb – neben einigen anderen Theaterblättern – Der Humorist am 15. Dezember (Nr. 229, S. 1195):
„Nestroys ‚Erbschleicher‘ , welcher im Theater an der Wien vor mehreren Jahren kein besonderes Glück gemacht hatte, suchte dasselbe vorgestern auf dieser Bühne [Leopoldstädter Theater], und die Aufnahme war eine etwas freundlichere.“

## Spätere Interpretationen
Erst seit den Sechzigerjahren des 20. Jahrhunderts begann sich die Nestroy-Forschung wieder mit dem Erbschleicher zu beschäftigen.
Bei Franz H. Mautner wird das Stück ein „Rückfall“ nach dem Erfolg von Der Färber und sein Zwillingsbruder  (1840) genannt, das ein Zwitterprodukt in Richtung melodramatisches Intrigenstück sei und als solches nahezu nicht als Posse zu bezeichnen.
Otto Basil sieht das Stück als „ein etwas aus Nestroys Art geschlagenes Werk“, weil es „des kaustischen Witzes, der für Nestroy so eigentümlich ist“ entbehre.
Andere Forscher argumentieren ähnlich, ein Versuch von Eva Reichmann, Nestroys politischen Konservativismus und sein Festhalten am feudalen Ständestaat gegen Liberalismus und Kapitalismus aus dem Stück zu beweisen, blieb allerdings eher als Einzelmeinung bestehen.